# Блідий вояк
«Блідий вояк» (англ. The Adventure of the Blanched Soldier) — твір із серії «Архів Шерлока Холмса» шотландського письменника Артура Конана Дойла. Уперше опубліковано у Strand Magazine у 1926 році.
У цьому оповіданні події відбуваються без участі постійного супутника Шерлока Холмса — доктора Вотсона, мова ведеться від імені самого детектива.

## Сюжет
До Холмса приходить Джеймс Дод, який розповідає, що він хвилюється за свого друга Годфрі Емсворта. Вони обидва служили у Південній Африці. Під час другої англо-бурської війни Годфрі було поранено, з тих пір Джеймс його не бачив і не отримував ніяких звісток від друга. Дод вважає, що з Емсвортом щось сталося.
Дод двічі писав полковнику Емсворту, який відповів, що Годфрі немає вдома, бо він у навколосвітній подорожі. Але Джеймс не вірить цим словам, бо вважає, що його друг обов'язково б повідомив товариша по армії.
Джеймс навідався у домівку Годфрі в Таксбері Олд Парк. Там були батьки його друга та дворецький з дружиною. Містер Емсворт знову сказав, що його син у подорожі. Дод сказав, що в нього є інформація, яку б він хотів передати Годфрі листом, на що полковник тільки розізлився. При розмові з дворецьким той згадує Годфрі в минулому часі, що дає підстави вважати чоловіка мертвим. Раптом у вікні Джеймс побачив бліде обличчя свого друга, а той побачивши свого військового товариша, втік, Джеймс, вистрибнувши у вікно, кинувся за ним, але не наздогнав.
Наступного дня побачив як добре вдягнений чоловік вийшов з флігеля. Він підійшов, там нікого не було. Джеймсу здалось, що тут був його друг. З настанням темряви Дод знову побачив того чоловіка, але не зміг його розгледіти, хоча він був упевнений, що це Годфрі. Раптом ззаду підійшов злий полковник Емсворт, який сказав негайно йти звідси.
Дод одразу ж звертається до досвідченого детектива. Холмс говорить, що справа елементарна, але йому потрібна відповідь на останнє питання. Наступного дня детектив з Додом їдуть в Таксбері Олд Парк. І Холмс знаходить ключ до останнього запитання, коли він побачив дворецького у рукавицях.
Холмс повідомляє, що існує одна відповідь усіх подій: Годфрі хворий проказою. У флігелі сам хворий підтверджує здогадку детектива. Він говорить, що після поранення він опинився разом з хворими проказою. Лікар начебто вилікував його у Південній Африці, але коли він повернувся в Англію, симптоми почали проявлятися.
Холмс привозить до хворого дерматолога з Лондона, який говорить, що у Годфрі іхтіоз та що лікар допоможе йому вилікуватись.

## Галерея
Художник — Говард Елкок.

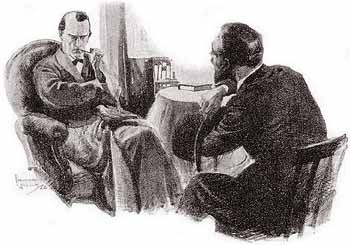
Шерлок Холмс спілкується з Джеймсом Додом
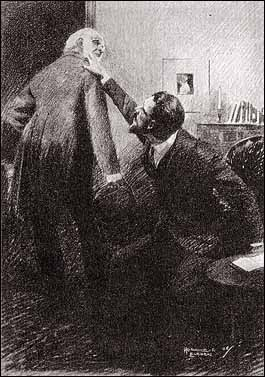
Джеймс Дод намагається допитатися у дворецького, де знаходиться Годфрі
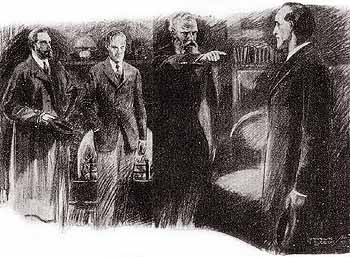
Батько Годфрі намагається вигнати Холмса та Дода з дому